# Liefde (album)
Liefde is een muziekalbum van de Belgische Nederlandstalige groep De Mens.
Liefde verscheen in 2001 op het label PIAS.
Het album werd opgenomen in de ICP-studio's.
De productie was in handen van Dirk Jans en Frank Vander Linden, beiden leden van De Mens. De mixage werd verzorgd door Michel Dierickx.

## Tracks
- Winterlief
- Ergens onderweg
- Moddersmoel
- Denk je nog aan mij
- Mevrouw telefoon
- Ze komt, ze komt, ze komt
- Liefde maal 7
- Doe jezelf de groeten
- Liefde is een idioot
- Slechte vrienden nodig
- Maak een loser blij
- De kroon op het werk
- Kruimeldief

## Muzikanten
- De Mens: Frank Vander Linden, Dirk Jans en Michel De Coster
- Tine Reymer
- Steven De Bruyn
- Jeroen Ravesloot
- Karel Steylaerts
- Jean-Marie Aerts